# Distretto di Checras
Il distretto di Checras è uno dei dodici distretti della provincia di Huaura, in Perù. Si trova nella regione di Lima e si estende su una superficie di 166,37 chilometri quadrati.
Ha per capitale la città di Maray.